# Charles Elmé Francatelli
Charles Elmé Francatelli (né en 1805 et mort le 10 août 1876) est un cuisinier britanno-italien connu pour ses livres de cuisine populaires à l'époque victorienne, dont The Modern Cook (en). 

## Biographie
Francatelli, d'origine italienne, naît à Londres en 1805 et étudie la cuisine en France. À son arrivée en Angleterre, il est employé successivement par divers nobles, devenant enfin chef au club de Crockford (en). Il quitte Crockford pour devenir chef cuisinier de la reine Victoria du 9 mars 1840 au 31 mars 1842, puis retourne au club. Il dirige le Coventry House Club dès son ouverture le 1er juin 1846 et jusqu'à sa fermeture le 25 mars 1854, et le Reform Club de 1854 à 1861. Il est directeur de l'hôtel St James, à l'angle de Berkeley Street et de Piccadilly, de 1863 à 1870. Il travaille comme chef de cuisine pour la famille princière de Galles à la Marlborough House de début 1863 à au plus tôt septembre 1866. De 1870 à 76, il est directeur de la taverne des francs-maçons (en),. 
Francatelli meurt à Eastbourne. 

## Postérité

### Critiques modernes
Clarissa Dickson Wright affirme que Francatelli apprécie « ses décorations en sucre élaborées. Il parle également de faire des perles, des oiseaux et des plumes avec du sucre pour décorer votre dessert ». Elle compare l'idée à un repas dans The Young Visiters de Daisy Ashford, et fait remarquer que si une décoration aussi délicate peut être très jolie, elle ne doit pas avoir beaucoup de goût. 

### Télévision
Dans Victoria, Charles Francatelli est joué par Ferdinand Kingsley. Dans la série, Francatelli travaille au palais pendant plusieurs années puis épouse Nancy Skerrett, la coiffeuse en chef de la reine, et le couple quitte le palais pour ouvrir son propre hôtel. Dans la vraie vie, Francatelli n'a jamais épousé la coiffeuse en chef de la reine, dont le vrai nom était Marianne Skerrett.  